# Laversine
Laversine är en kommun i departementet Aisne i regionen Hauts-de-France i norra Frankrike. Kommunen ligger  i kantonen Vic-sur-Aisne som ligger i arrondissementet Soissons. År 2022 hade Laversine 156 invånare.

## Befolkningsutveckling
Antalet invånare i kommunen Laversine
Referens: INSEE